# Alargamento da União Africana

Mapa de Estados-membros da União Africana.

O Alargamento da União Africana é o processo de expansão da União Africana (UA), através da adesão de novos Estados-membros. Quando a União Africana (UA) foi fundada em 2002, representava quase todo o continente africano. Como sucessora da Organização da Unidade Africana (OAU), fundada em 1963, seus membros foram herdados desse organismo. Actualmente, a UA tem 55 Estados-membros. O crescimento na OUA normalmente vem da independência pós-colonial; Quando a descolonização terminou, as fronteiras da OUA haviam se sobreposto a quase toda a África.

## Pedidos de adesão
Artigo 29 do Acto Institutivo da União Africana (ratificado em 11 de Julho de 2000), afirma:
Qualquer Estado Africano pode, a qualquer momento após a entrada em vigor desta Lei, notificar o Presidente da Comissão da sua intenção de aderir a esta Lei e de ser admitido como membro da União.
O presidente da Comissão, após recepção da notificação, transmite cópias dos mesmos a todos os Estados-Membros. A admissão será decidida por maioria simples dos Estados-Membros. A decisão de cada Estado-Membro é transmitida ao presidente da Comissão, que, após recepção do número necessário de votos, comunica a decisão ao Estado em causa.
Os dois artigos seguintes discutem a suspensão e cessação de associação:
Os governos que chegarem ao poder por meios inconstitucionais não poderão participar das actividades da União.
e
1. Qualquer Estado que pretenda renunciar à sua adesão deverá enviar uma notificação por escrito ao Presidente da Comissão, que informará os Estados-Membros. No final de um ano a contar da data dessa notificação, se não for retirada, a lei deixará de ser aplicável em relação ao Estado que renuncia, o que deixará de pertencer à União.
2. Durante o período de um ano a que se refere o parágrafo 1 deste Artigo, qualquer Estado-Membro que deseje retirar-se da União deverá cumprir as disposições deste Acto e estará obrigado a cumprir com suas obrigações sob esta Lei até a data de retirada de sua publicação.[2]

A primeira dessas duas cláusulas foi usada para suspender a participação de estados na UA várias vezes. O único Estado a deixar a OUA foi Marrocos, que se retirou em 1984, após a admissão da República Árabe Saaraui Democrática em 1982, retornando para a UA em 2017.

## Membros actuais
Durante várias décadas, o Marrocos foi o único Estado-membro da ONU na África que não era membro da UA após sua retirada da OUA em 1984. Muitos líderes de nações africanas apoiaram a reintegração do Marrocos à UA. Em julho de 2016, o Marrocos anunciou que gostaria de se reintegrar à organização. A adesão do Marrocos foi aprovada pela UA em 30 de janeiro de 2017.

## Possível crescimento
Não é algo que decidimos, é um lugar que conquistamos depois de termos lutado pela nossa independência há 212 anos... Abrimos o caminho para que todas as outras nações africanas fossem livres hoje, por isso historicamente falando, o Haiti já deveria ter estado na UA.

Alto Comissário do Haiti na África do Sul, Jacques Junior Baril, 2016.
Em fevereiro de 2012, a República do Haiti, no Caribe sinalizou que buscaria actualizar seu status de observador para o status de membro associado. A UA havia planejado em sua cúpula em junho de 2013 para actualizar o status do Haiti de observador para associado. Num comunicado de imprensa emitido em maio de 2016, a Comissão da União Africana anunciou que, "de acordo com o Artigo 29.1 do Acto Constitutivo da UA, apenas os Estados Africanos podem aderir à União Africana". Portanto, "o Haiti não será admitido como Estado Membro da União Africana".
Embora a UA inclua um estado em grande parte não reconhecido, a República Árabe Saaraui Democrática, as perspectivas do Estado Africano não reconhecido da Somalilândia serem admitidas na organização são escassas. A UA continua a reconhecer a integridade territorial da Somália, favorecendo a afirmação do Governo Federal de Transição de que a Somalilândia é uma região autónoma sobre a afirmação do governo da Somalilândia de total soberania. No entanto, a Somalilândia solicitou a adesão da UA em 2005, um pedido que ficou sem resposta.
Após a declaração unilateral de independência de Azauade do Mali em 2012, a UA emitiu uma declaração chamando o pronunciamento de "nulo e sem valor algum".
As únicas partes da África continental ou ilhas periféricas não representadas pela UA são dependências e outros pequenos territórios da França (Mayotte, Reunião e Ilhas Dispersas do Oceano Índico), Itália (Pantelária e Ilhas Pelágias), Portugal (Ilhas da Madeira).), Espanha (Ilhas Canárias, Ceuta, Melilla e as praças de soberania), o Reino Unido (Santa Helena, Ascensão e Tristão da Cunha) e Iémene (Socotra). Ceuta e Melilla, na Espanha, são os únicos territórios da África continental que não são representados por um estado membro da UA.